# 镇水塔
镇水塔，位于中国河北省张家口市张家河村，为张家口市涿鹿县的一个省级文物保护单位，类型为古建筑，公布时间为1993年7月15日。
镇水塔的历史年代为辽代。